# Tři oříšky pro Popelku
Tři oříšky pro Popelku (Duitse titel: Drei Haselnüsse für Aschenbrödel; letterlijk vertaald: Drie hazelnoten voor Assepoester) is een sprookjesfilm uit een samenwerking tussen Tsjecho-Slowakije en Oost-Duitsland, gebaseerd op het gelijknamige sprookje van Božena Němcová en op Assepoester van de gebroeders Grimm (in de versie van 1819). De door Václav Vorlíček geregisseerde film komt uit 1973 en is een van de bekendste sprookjesfilms. De film wordt al jaren met Kerstmis op de Tsjechische, Slowaakse, Duitse en Noorse televisie uitgezonden en is inmiddels een cultfilm geworden.

## Verhaal
Na het overlijden van haar ouders heeft Assepoester alleen nog het paard Jurášek/Nikolaus, de hond Tajtrlík/Kasperle en een juwelenkistje dat door de uil Rozárka/Rosalie wordt bewaakt. Het weeskind woont bij haar bazige stiefmoeder die het landgoed van de vader heeft ingenomen. De stiefmoeder en haar dochter Dora doen er alles aan om Assepoester te vernederen en behandelen haar als een dienstmeisje. In de winter bezoeken de koning en de koningin het landgoed. Na wat vleierij slaagt de stiefmoeder erin om voor haar en haar dochter een uitnodiging voor het hofbal te krijgen. Als alles volgens plan verloopt, zal Dora daar het hart van de prins stelen. Eigenlijk zouden ook de prins en zijn metgezellen Kamil en Vítek bij het bezoek aanwezig zijn, maar zij zijn het bos in gegaan om te gaan jagen.
In het bos komt Assepoester de prins voor het eerst tegen. Assepoester heeft hier haar normale, ietwat smerige kleding aan. Als de prins op het punt staat een ree dood te schieten, werpt ze een sneeuwbal tegen de prins aan, zodat hij mis schiet. De prins gaat vervolgens samen met zijn twee metgezellen achter Assepoester aan. Na een achtervolging dwars door het bos krijgt de prins haar te pakken, maar Assepoester vlucht weg op het paard van de prins. Na wat kat-en-muis met de jagers weet ze ongezien op het landgoed terug te keren.
Dora en haar moeder bereiden zich erg hectisch op het koningsbal voor. Knecht Vinzek wordt naar de stad gestuurd om dure kleding en sieraden voor de dames te halen. Op de terugweg valt er een vogelnestje met drie hazelnoten in zijn schoot (die door de prins uit een boom is geschoten). De noten neemt hij mee voor Assepoester, omdat zij van tevoren tegen hem zei dat hij mee moest brengen wat op zijn pad komt.
De noten zijn betoverd. Uit de eerste noot komt een jachtkleed. Zo uitgedost komt Assepoester de prins voor de tweede keer tegen, wanneer hij en zijn gevolg op koninklijke jacht gaan. Assepoester laat haar schietkunsten zien en schiet met een kruisboog een roofvogel uit de lucht. De prins herkent haar niet en verwart haar met een "jonge jager". Nadat ze een waardevolle ring als beloning heeft gekregen, rijdt ze weg zonder zichzelf te onthullen.
De dag van het hofbal nadert. Om Assepoester dwars te zitten laat de stiefmoeder linzen met mais op de vloer vallen en draagt ze Assepoester op om de linzen en de mais te sorteren. Dankzij de hulp van duiven die het werk van het meisje overnemen, heeft Assepoester nog genoeg tijd en opent ze de tweede noot. Met de baljurk die daarin zit, gaat ze naar het hofbal. De koning wil daar zijn zoon uithuwelijken. De prins, die tot dusver alle aan hem voorgestelde dames heeft afgewezen, danst met de later verschenen Assepoester en wordt ter plekke verliefd. Assepoester draagt een sluier over haar gezicht, zodat de prins haar niet herkent.
Op het bal heeft ze voor hem een raadsel, waaruit blijkt dat ze graag door hem herkend wil worden:
"De wangen zijn met as bevuild, maar de schoorsteenveger is het niet.
Een hoedje met veren, de kruisboog over de schouder, maar een jager is het niet.
Ten derde: een sleepjurk met zilverborduursel op een bal, maar een prinses is het niet, mijnheer."
Hiermee doelt ze op hun eerdere ontmoetingen, maar de prins weet de oplossing niet en dus ontloopt ze hem weer door te vluchten. Op de kasteeltrap verliest ze echter haar rechterschoen.
De prins achtervolgt Assepoester en komt uiteindelijk bij het hof van de stiefmoeder. Maar niemand van de meisjes en vrouwen die op het hof wonen past de veel te kleine dansschoen. Opeens denkt knecht Vinzek aan Assepoester, maar zij is spoorloos verdwenen. Nadat ook de laatste poging van de stiefmoeder om haar dochter aan de prins uit te huwelijken mislukt is, vindt de prins Assepoester en trekt haar het schoentje aan. De trouwjurk die ze nu draagt, komt uit de derde hazelnoot.
Assepoester en de prins rijden over de besneeuwde velden naar het kasteel.

## Achtergrond

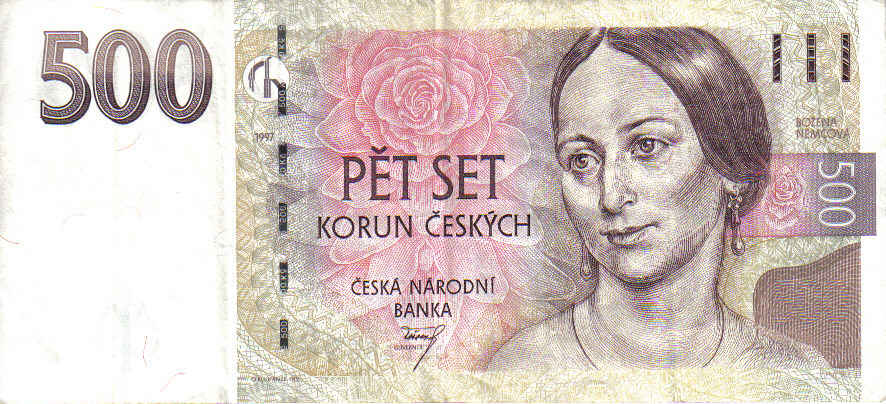
Bankbiljet van 500 kronen met Božena Němcová, de schrijfster van het sprookje Tři oříšky pro Popelku

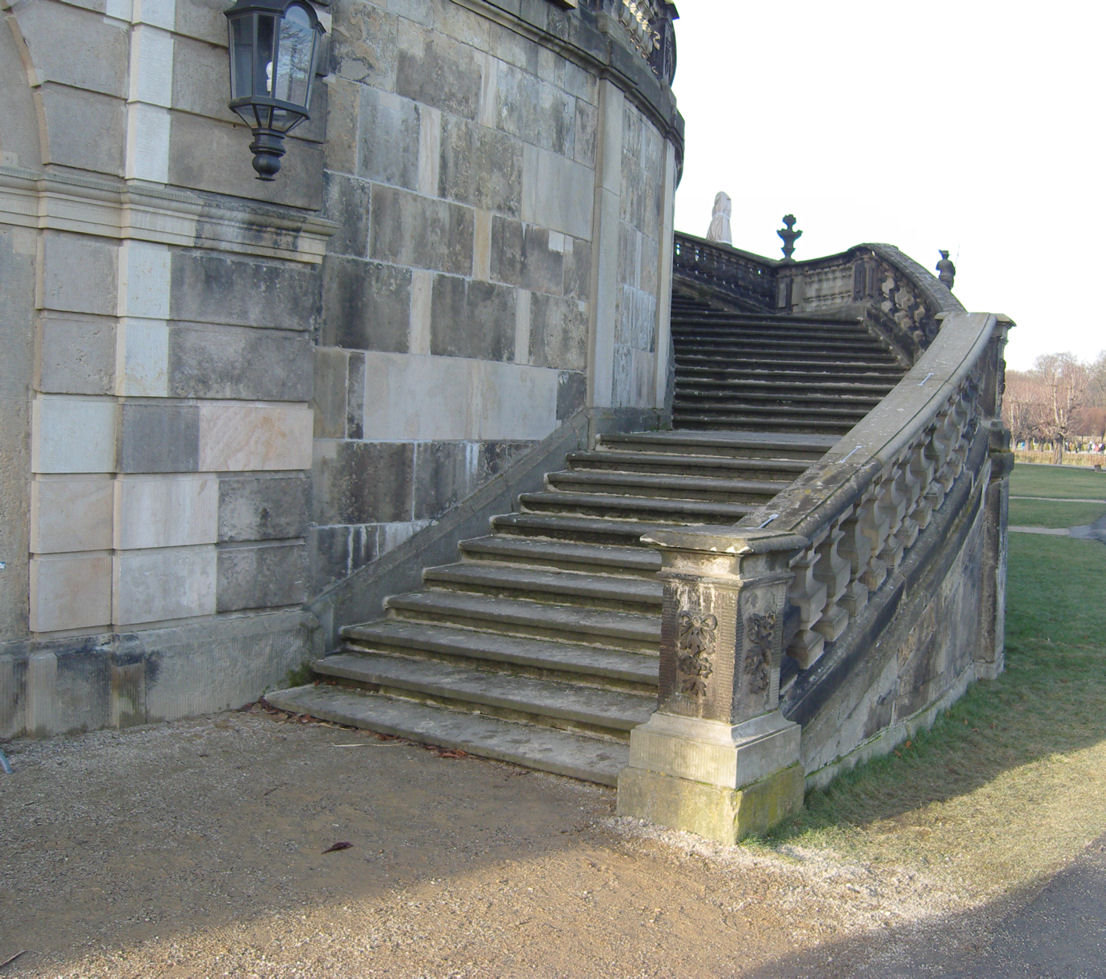
Op deze trap van Kasteel Moritzburg is de scène met de verloren schoen opgenomen.

De film ging op 1 november 1973 in de Tsjecho-Slowaakse bioscopen in première. In Oost-Duitsland verscheen de film in maart 1974 en in de Bondsrepubliek Duitsland op 19 december 1974, waar hij op 26 december 1975 voor het eerst op televisie uitgezonden werd. Sindsdien wordt hij elk jaar tijdens Kerstmis door verschillende Europese zenders, zoals in Duitsland, Tsjechië, Slowakije en Noorwegen, uitgezonden.
De film is gebaseerd op het gelijknamige sprookje van Božena Němcová, dat een variatie is op het sprookje Assepoester van de gebroeders Grimm. In Němcovás versie is het motief van de drie hazelnoten toegevoegd, dat in de meer dan 400 varianten op het sprookje sinds de Oudheid al veel voorkomt.
Libuše Šafránková en Pavel Trávníček zijn door deze film beroemd geworden. Beide acteurs zijn min of meer toevallig gekozen. Na een casting met meer dan 2.000 kandidaten herinnerde regisseur Vorlíček zich een meisje dat hij jaren eerder in een tv-film had gezien, Libuše Šafránková. Trávníček ontdekte hij toen Trávníček in een afstudeerfilm van een vriend van hem speelde.
De film zou zich eigenlijk in de zomer afspelen, maar de Oost-Duitse filmproductiemaatschappij DEFA drong erop aan om in de winter te filmen, omdat hun werknemers in de zomer al te druk waren.

### Filmmuziek
De filmmuziek van componist Karel Svoboda werd ook bekend en is later als soundtrack op cd verschenen. In de Duitse versie is de soundtrack instrumentaal gehouden, terwijl in de Tsjechische versie ook gezang van Karel Gott is toegevoegd. Eind 2008 produceerde de Brits-Duitse dj en producent Shaun Baker samen met zangeres Maloy van de originele instrumentale muziek een vocale variant, die onder de titel "Could You, Would You, Should You" uitgebracht is. In datzelfde jaar verscheen er nog een versie van de titelmuziek met Engelse tekst van de Duitse zangeres Carinha. Het lied "Believe in Three Hazelnuts" werd eerst met de originele filmmuziek uitgebracht, in 2009 volgden opnames uit Kasteel Moritzburg en in 2011 met het kinderkoor Dresdner Spatzen.
Een jaar later verscheen er een Duitse versie met de titel "Küss mich, halt mich, lieb mich", gezongen door Ella Endlich. Dit was de eerste versie in het Duits die door de erfgenamen van Karel Svoboda geaccepteerd werd. Het kwam op plaats 12 van de Duitse Singlecharts.

### Filmlocaties en tentoonstelling
Opgenomen werd deze film rond Kasteel Moritzburg bij Dresden, in de Filmstudio Babelsberg van de DEFA, in de Barrandov Studios in Praag en op verschillende plaatsen in Tsjecho-Slowakije, bijvoorbeeld op Kasteel Švihov en in het Bohemer Woud.
De originele filmlocaties zijn populaire bestemmingen voor toeristen. De trap waarop Assepoester haar schoentje verloor is een populaire plaats voor huwelijksaanzoeken.
De gelijknamige tentoonstelling trok in de winter van 2009/2010 meer dan 150.000 bezoekers. Vanaf 5 november 2011 kreeg de tentoonstelling een vervolg. De derde tentoonstelling in 2012/2013 werd op 10 november geopend en toonde tot en met 3 maart filmkostuums en de filmmuziek. Op 7 november 2015 keerde de tentoonstelling terug naar de originele filmlocatie.
Het oppervlak van de tentoonstelling omvatte in 2004 meer dan 2000 m² op vier etages tegenover de 460 m² in 2009/2010.

## Rolverdeling
| Acteur            | Personage     | Duitse stem         |
| ----------------- | ------------- | ------------------- |
| Libuše Šafránková | Assepoester   | Dorothea Meissner   |
| Pavel Trávníček   | Prins         | Peter Reusse        |
| Carola Braunbock  | Stiefmoeder   | Carola Braunbock    |
| Rolf Hoppe        | Koning        | Rolf Hoppe          |
| Karin Lesch       | Koningin      | Karin Lesch         |
| Dana Hlaváčová    | Dora          | Illelore Kuhnert    |
| Jan Libíček       | Preceptor     | Ivan Malré          |
| Vladimír Menšík   | Knecht Vinzek | Kurt Böwe           |
| Miloš Vavruška    | Jager         | Joachim Pape        |
| Vítězslav Jandák  | Kamil         | Joachim Siebenschuh |
| Jaroslav Drbohlav | Vítek         | Gerd Blahuschek     |
| Míla Myslíková    | Huishoudster  | Waltraut Kramm      |
| Jiří Růžička      | Keukenjongen  | Carmen-Maja Antoni  |

## Prijzen
De film heeft wereldwijd meerdere filmprijzen gewonnen, onder andere de Gouden IJsvogel (Tsjechië). Hij is in Tsjechië tot beste sprookjesfilm van de 20e eeuw gekozen.

## Musical
In juni 2013 ging op de Felsenbühne in Rathen een gelijknamige musical in première. Het bijbehorende boek is geschreven door Katrin Lange en de liedteksten door Edith Jeske. De filmmuziek werd door Thomas Zaufke geschreven.